# 李家輝
李家 輝（りのいえ てる）は、日本の投資家、実業家。JPモルガン日本事業責任者、JPモルガン・チェース銀行代表取締役日本代表、JPモルガン証券代表取締役社長。

## 人物・来歴
東京都出身。兄は音楽プロデューサーのジョー・リノイエ。1985年国際基督教大学教養学部卒業、野村證券入社。1986年JPモルガン入社。トレーダーとして活躍し、2007年にはJPモルガン・チェース銀行東京支店為替資金本部長に就任。2009年JPモルガン証券債券統括本部長。2012年JPモルガン・チェース銀行代表取締役日本代表兼東京支店長、JPモルガンの日本における事業全般の統括であるシニア・カントリー・オフィサー、JPモルガン証券代表取締役社長。

## 職歴
- 1985年4月 - 野村證券株式会社 国際金融部
- 1986年4月 - J.P.モルガン マーケッツ部門
- 1995年3月 - スイスユニオン銀行シンガポール支店 外国為替部門
- 1997年1月 - リーマン・ブラザーズ証券株式会社 外国為替部門
- 1997年3月 - ゴールドマン・サックス証券会社 外国為替部門
- 2005年7月 - フォートレス・インベストメント・グループポートフォリオマネージャー
- 2007年3月 - JP モルガン・チェース銀行東京支店為替資金本部長（現為替資金統括本部長）
- 2009年11月 - JPモルガン証券株式会社 債券統括本部長 兼職
- 2012年4月18日 - JPモルガン証券株式会社 代表取締役
- 2012年5月15日 - 現職に就任